# N'ko
N'ko är ett mandespråk som talas i Elfenbenskusten, Guinea och Mali. N'ko skrivs från höger till vänster.

## N'ko-skrift
N'Ko är ett alfabet som har likheter med det arabiska alfabetet, och läses horisontellt från höger till vänster. Bokstäverna, som är 27 till antalet kopplas ihop med varandra. Man markerar både ordtoner och vokaler. Diakritiska tecken som placeras under en vokal anger nasalisering, medan diakritiska tecken över en stavelsebildande vokal anger längd eller ordton.

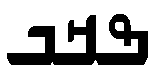
Ordet N'Ko skrivet med alfabetet N'Ko.

### Vokaler
| ɔ (å) | o | u | ɛ (ä) | i | e | a |
| ߐ     | ߏ | ߎ | ߍ     | ߌ | ߋ | ߊ |
|       |   |   |       |   |   |   |

### Konsonanter
| ra | da | cha | ja | ta  | pa | ba  |
| ߙ  | ߘ  | ߗ   | ߖ  | ߕ   | ߔ  | ߓ   |
|    |    |     |    |     |    |     |
| ma | la | ka  | fa | gba | sa | rra |
| ߡ  | ߟ  | ߞ   | ߝ  | ߜ   | ߛ  | ߚ   |
|    |    |     |    |     |    |     |
| n' |    | ya  | wa | ha  | na | nya |
| ߒ  |    | ߦ   | ߥ  | ߤ   | ߣ  | ߢ   |
|    |    |     |    |     |    |     |

### Diakritiska tecken
De diakritiska tecknen ߫, ߬ och ߭ anger kort ordton, medan ߮, ߯, ߰ och ߱ indikerar lång ordton. ߲ används för att ange nasalisering. Två stycken märken används på vokaler för att visa att dessa skall konverteras speciellt till konsonanter.